# Goodèids

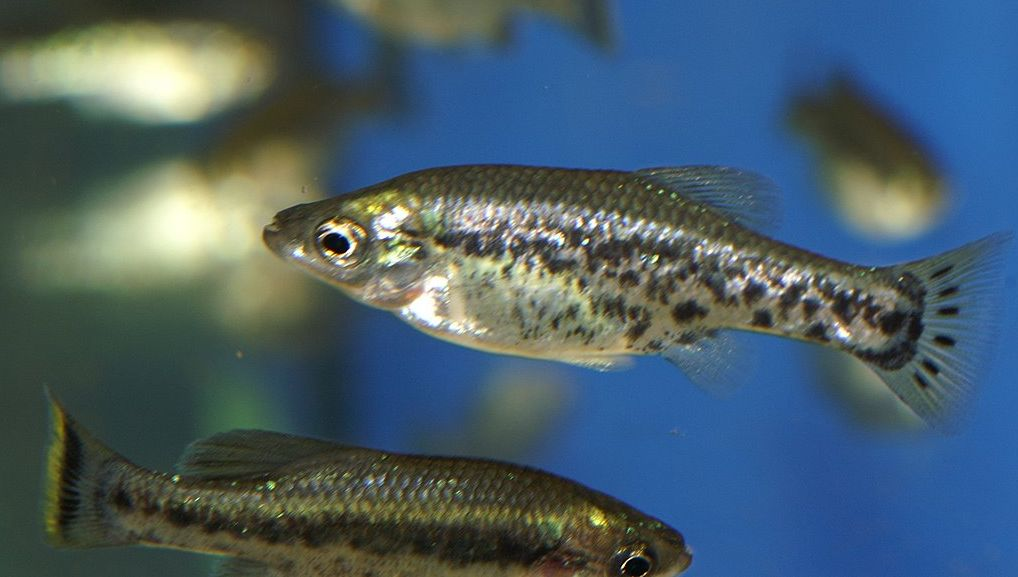
Ameca splendens

Els goodèids (Goodeidae) formen una família de peixos de riu inclosa en l'ordre dels ciprinodontiformes. Reben aquest nom en honor de l'ictiòleg estatunidenc George Brown Goode.

## Morfologia
- Segons les espècies, assoleixen una longitud màxima de 20 cm.[2]

## Reproducció
- Gairebé totes les espècies són vivípares amb fecundació interna.
- Els mascles tenen un òrgan copulador primitiu anomenat pseudophallus.
- Les femelles tenen ambdós ovaris fusionats en part per formar un únic òrgan.
- Els embrions i els individus acabats de descloure presenten una estructura semblant a un cordó anomenada trophotaeniae, que funciona com una placenta.[3]

## Distribució geogràfica
És endèmica de Mèxic i de l'estat de Nevada (Estats Units).

## Conservació
En els darrers anys s'està produint una reducció significativa de la mida de les poblacions de les espècies d'aquesta família degut a alteracions antropogèniques com ara la contaminació, l'eutrofització, la modificació d'hàbitats i la desertització. Segons dades recents, i en comparança amb èpoques passades, hi ha hagut una disminució del 80% en el volum de les diferents poblacions. La seva baixa importància econòmica per a la pesca comercial a Mèxic ha fet que aquesta família sigui ignorada en els esforços de conservació, però les seves petites dimensions i el seu ús com a exemplars per a aquariologia ha permès que augmenti l'interès per investigar-la.

## Taxonomia
La gran diversitat d'espècies que presenta pot ésser atribuïda als esdeveniments volcànics i geològics de l'oest de Nord-amèrica, els quals van crear les condicions favorables per a l'especiació d'aquests peixos. Conté 40 espècies repartides entre 18 gèneres:
- Subfamília Empetrichthyinae
  - Gènere Crenichthys]] (Hubbs, 1932)[7]
    - Crenichthys baileyi
      - Crenichthys baileyi albivallis (Williams & Wilde, 1981)
      - Crenichthys baileyi baileyi (Gilbert, 1893)
      - Crenichthys baileyi grandis (Williams & Wilde, 1981)
      - Crenichthys baileyi moapae (Williams & Wilde, 1981)
      - Crenichthys baileyi thermophilus (Williams & Wilde, 1981)

    - Crenichthys nevadae (Hubbs, 1932)

  - Gènere Empetrichthys (Gilbert, 1893)[8]
    - Empetrichthys latos (Miller, 1948)
      - Empetrichthys latos concavus (Miller, 1948)
      - Empetrichthys latos latos (Miller, 1948)
      - Empetrichthys latos pahrump (Miller, 1948)

    - Empetrichthys merriami (Gilbert, 1893)
- Subfamília Goodeinae
  - Gènere Allodontichthys (Hubbs & Turner, 1939)[9]
    - Allodontichthys hubbsi (Miller & Uyeno, 1980)
    - Allodontichthys polylepis (Rauchenberger, 1988)
    - Allodontichthys tamazulae (Turner, 1946)
    - Allodontichthys zonistius (Hubbs, 1932)

  - Gènere Alloophorus (Hubbs & Turner, 1939)[10]
    - Alloophorus robustus (Bean, 1892)

  - Gènere Allotoca (Hubbs & Turner, 1939)[10]
    - Allotoca catarinae (de Buen, 1942)
    - Allotoca diazi (Meek, 1902)
    - Allotoca dugesii (Bean, 1887)
    - Allotoca goslinei (Smith & Miller, 1987)
    - Allotoca maculata (Smith & Miller, 1980)
    - Allotoca meeki (Álvarez, 1959)
    - Allotoca regalis (Álvarez, 1959)[11]
    - Allotoca zacapuensis (Meyer, Radda & Domínguez, 2001)[12]

  - Gènere Ameca (Miller & Fitzsimmons, 1971)[13]
    - Ameca splendens (Miller & Fitzsimons, 1971)[14]

  - Gènere Ataeniobius]] (Hubbs & Turner, 1939)[10]
    - Ataeniobius toweri (Meek, 1904)[15]

  - Gènere Chapalichthys (Meek, 1902)[16]
    - Chapalichthys encaustus (Jordan & Snyder, 1899)[17]
    - Chapalichthys pardalis (Álvarez, 1963)[18]
    - Chapalichthys peraticus (Álvarez, 1963)

  - Gènere Characodon (Günther, 1866)[19]
    - Characodon audax (Smith & Miller, 1986)
    - Characodon garmani (Jordan & Evermann, 1898)
    - Characodon lateralis (Günther, 1866)

  - Gènere Girardinichthys (Bleeker, 1860)[20]
    - Girardinichthys ireneae (Radda & Meyer, 2003)
    - Girardinichthys multiradiatus (Meek, 1904)
    - Girardinichthys viviparus (Bustamante, 1837)

  - Gènere Goodea (Jordan, 1880)[21]
    - Goodea atripinnis (Jordan, 1880)[21]
    - Goodea gracilis (Hubbs & Turner, 1939)[22]
    - Goodea luitpoldii (Steindachner, 1894)[23]

  - Gènere Hubbsina (de Buen, 1940)[24]
    - Hubbsina turneri (de Buen, 1940)

  - Gènere Ilyodon (Eigenmann, 1907)[25]
    - Ilyodon cortesae (Paulo-Maya & Trujillo-Jiménez, 2000)
    - Ilyodon furcidens (Jordan & Gilbert, 1882)
    - Ilyodon lennoni (Meyer & Foerster, 1983)
    - Ilyodon whitei (Meek, 1904)
    - Ilyodon xantusi (Hubbs & Turner, 1939)

  - Gènere Neoophorus (Hubbs & Turner, 1939)[26]
    - Neoophorus regalis (Álvarez, 1959)

  - Gènere Neotoca
    - Neotoca bilineata (Bean, 1887)

  - Gènere Skiffia (Meek, 1902)[16]
    - Skiffia bilineata (Bean, 1887)
    - Skiffia francesae (Kingston, 1978)
    - Skiffia lermae (Meek, 1902)
    - Skiffia multipunctata (Pellegrin, 1901).

  - Gènere Xenoophorus (Hubbs & Turner, 1939)[27]
    - Xenoophorus captivus (Hubbs, 1924)

  - Gènere Xenotaenia (Turner, 1946)[28]
    - Xenotaenia resolanae (Turner, 1946)

  - Gènere Xenotoca (Hubbs & Turner, 1939)[27]
    - Xenotoca eiseni (Rutter, 1896)
    - Xenotoca melanosoma (Fitzsimons, 1972)
    - Xenotoca variata (Bean, 1887)

  - Gènere Zoogoneticus  (Meek, 1902)[29]
    - Zoogoneticus purhepechus (Domínguez-Domínguez, Pérez-Rodríguez & Doadrio, 2008)[30]
    - Zoogoneticus quitzeoensis (Bean, 1898)
    - Zoogoneticus tequila (Webb & Miller, 1998)[31][32][33][34][35][36]